# Эскола, Ууно
Ууно Эскола (фин. Uuno Eskola; 6 августа 1889, Або-Бьёрнеборгская губерния, Великое княжество Финляндское, Российская империя — 9 марта 1958, Хельсинки, Финляндия) — финский дизайнер, сценограф
, актёр, сценарист и писатель
. Лауреат высшей государственной награды Финляндии для деятелей искусств Pro Finlandia (1949).

## Биография
В 1914—1915 годах учился в Рисовальной школе Художественного общества Финляндии (ныне Академия изящных искусств (Хельсинки)). Ученик Ээро Ярнефельта. Работал учителем рисования. Затем жил и учился за границей в Дрездене. В 1919—1920 годах совершил учебные поездки в Париж (1931) и в Италию (1933).
В 1915, 1916 и 1917 годах участвовал в выставках финских художников. За рубежом его работы выставлялись в Копенгагене в 1919 году.
Как актёр дебютировал в Гельсингфорсе в 1915 году. Играл в Театре Тампере. Внёс большой вклад в развитие финского исполнительского искусства. В 1933 году был приглашен в Нью-Йорк.
Был режиссёром, сценаристом, постановщиком и продюсером двух фильмов («На ярмарке нет слёз» (1927) и «Человек из заснеженных лесов» (1928).